# عبد الحميد أبو سليمان
عبد الحميد بن أحمد أبو سليمان ولد بمكة المكرمة عام 1355هـ / 1936م، وهو والد منى أبو سليمان.

## مشواره الدراسي
تحصل في مكة على تعليمه الابتدائي والثانوي، وتخرج في مدرسة تحضير البعثات سنة 1374هـ/1955م.
- حصل على بكالوريوس التجارة في قسم العلوم السياسية عام 1378هـ / 1959م، من كلية التجارة بجامعة القاهرة.
- حصل على درجة الماجستير في العلوم السياسية من كلية التجارة بجامعة القاهرة، سنة 1381هـ/1963م.
- وحصل على درجة الدكتوراه في العلاقات الدولية من جامعة بنسلفانيا بفيلادلفيا في الولايات المتحدة عام (1393هـ / 1973م).

## مناصبه
عمل أميناً لاجتماعات المجلس الأعلى للتخطيط بالمملكة العربية السعودية، ثم عضواً في هيئة التدريس بكلية العلوم الإدارية (كلية التجارة سابقاً) في جامعة الملك سعود بالرياض (جامعة الرياض سابقاً)، ورئيساً لقسم العلوم السياسية فيها.
- من مؤسسي اتحاد الطلبة المسلمين في الولايات المتحدة الأميركية وكندا، والاتحاد الإسلامي للمنظمات الطلابية، ورئيس مجلس الإدارة الأسبق لمدارس منارات الرياض.
- الأمين العام المؤسس للأمانة العامة للندوة العالمية للشباب الإسلامي بالرياض بالمملكة العربية السعودية، الرئيس الأول ومؤسس للمعهد العالمي للفكر الإسلامي، والمدير العام الأسبق للمعهد العالمي للفكر الإسلامي، والرئيس المؤسس لمؤسسة تنمية الطفل، والمؤسس والرئيس الأسبق لجمعية علماء الاجتماعيات المسلمين بالولايات المتحدة الأميركية وكندا، ومؤسس ورئيس تحرير سابق لمجلة الأميركية للعلوم الاجتماعية الإسلامية.
- مؤسس ومدير الجامعة الإسلامية العالمية في ماليزيا 1988م -1999م.
- رئيس المعهد العالمي للفكر الإسلامي 1999م/1419هـ.
- صاحب ومدير عام مكتب دار منار الرائد للاستشارات التربوية والتعليمية (الرياض) 1424هـ/2003م.

## مؤلفاته
له عدد من الكتب والأبحاث والأوراق العلمية والفكرية التي تهتم – من المنظور الإسلامي – بالتغيير وبالجوانب الإبداعية الإصلاحية للأمة في العقيدة والرؤية الحضارية الإسلامية، وفي الفكر والمنهج والثقافة، وفي التربية والوجدان المسلم.
من مؤلفاته:
- «نظرية الإسلام الاقتصادية: الفلسفة والوسائل المعاصرة» (1960م)،
- السياسة البريطانية في عدن والمحميات ما بين عام 1799وعام1961م (رسالة ماجستير) 1963،
- «النظرية الإسلامية للعلاقات الدولية: اتجاهات جديدة للفكر والمنهجية الإسلامية» (1973م)،
- «أزمة العقل المسلم» (1986)م،
- وبالاشتراك «إسلامية المعرفة: الخطة والإنجازات» (1986م)
- «العنف وإدارة الصراع السياسي في الفكر الإسلامي بين المبدأ والخيار: رؤية إسلامية» (2002م)،
- «قضية ضرب المرأة وسيلة لحل الخلافات الزوجية!» (2003م)،
- «أزمة الإرادة والوجدان المسلم» (2004م)،
- «الإصلاح الإسلامي: الثابت والمتغير، تجربة الجامعة الإسلامية 2004م»،
- "الإنسان بين شريعتين 2005" جزيرة البنائين: قصة عقدية تربوية (للصغار والكبار)"
- «كنوز جزيرة البنائين: قصة عقدية تربوية (للشباب والكبار)»
- «إشكالية الاستبداد والفساد في الفكر والتاريخ الإسلامي 2007م»
- «الرؤية الكونية الحضارية القرآنية 2009 م».

لـه إسهامات هامة في إقامة عدد كبير من المؤتمرات والندوات الفكرية والثقافية العالمية، والمحاضرة فيها، وتقديم الأوراق الفكرية وكتابة أوراق عملها، واقتراح الكثير من توصياتها.